# Cassiopea depressa
Cassiopea depressa är en manetart som beskrevs av Ernst Haeckel 1880. Cassiopea depressa ingår i släktet Cassiopea och familjen Cassiopeidae. Inga underarter finns listade i Catalogue of Life.